# Термічно модифікована деревина
Термічно модифікована деревина — деревина, модифікована шляхом контрольованого процесу піролізу (> 180 ° C) за відсутності кисню, що викликає деякі хімічні зміни в хімічних структурах компонентів клітинної стінки (лігнін, целюлоза та геміцелюлоза) деревини з метою підвищення її довговічності. Низький вміст кисню запобігає горінню деревини при цих високих температурах. Кілька різних технологій впроваджуються з використанням різних середовищ, включаючи азот, пару та гарячу нафту.